# Jonathan Rivas
Pour les articles homonymes, voir Rivas.
Jonathan Rivas, né le 25 janvier 1992 à La Seyne-sur-Mer, est un footballeur français évoluant au poste d'attaquant au Fc Fleury 91 dans le championnat de France de football National 2.

## Biographie
Français né d'une mère tunisienne et d'un père espagnol, Jonathan Rivas évolue pendant toute sa jeunesse au Bourges Football. À 14 ans, il effectue plusieurs essais dans des clubs professionnels et intègre le centre de formation des Chamois niortais, pendant 2 ans, puis celui de La Berrichonne de Châteauroux où il passe 5 ans. Grâce à ses performances avec la réserve de Châteauroux, il tape dans l'œil de plusieurs clubs étrangers tels que Charlton en Angleterre ou Fribourg en Allemagne. Il signe finalement son premier contrat professionnel avec Châteauroux durant l'été 2013 pour une durée de 2 ans. En début de saison, il effectue quelques bouts de matches avec l'équipe première
En 2014, il est prêté 6 mois au Cercle athlétique bastiais pour trouver du temps de jeu. Il y inscrira deux buts avant de regagner Châteauroux.
Le 27 janvier 2015, Rivas, qui était en manque de temps de jeu à Châteauroux où il n'avait disputé que six matches cette saison, s'engage pour un an et demi avec Clermont Foot . Fin 2015, il part pour un prêt de six mois au Vendée Les Herbiers Football en National. Il marque trois buts et offre deux passes décisives lors des huit premiers matchs. Son contrat n'est pas renouvelé en fin de saison.
Le 12 septembre 2016, Jonathan Rivas décide de rester en National et s'engage pour une saison avec le Pau FC.
À la fin de saison, il prolonge d'une année supplémentaire avec le club palois. Cette saison là, il inscrira 8 buts et délivrera 5 passes décisives, notamment en duo avec l'attaquant Gabonais Aaron Boupendza. À la fin de saison, il arrive en fin de contrat. Malgré une nouvelle proposition de contrat, il est contacté par plusieurs clubs français, dont le club lyonnais de Lyon-Duchère. 
Début juillet 2018, Jonathan Rivas-Marouani s'engage officiellement avec le club duchérois. Après un début de Championnat de National prometteur ou il inscrit 5 buts inscrits et 3 passes décisives en deux mois, ses performances stagnent.
Le 22 novembre 2021, il signe au Football Bourg-en-Bresse Péronnas 01. En juin 2023, il est suspendu par l'Agence française de lutte contre le dopage après contrôle positif au triamcinolone acétonide, un corticoïde interdit. Il est suspendu de toutes compétitions pendant 6 mois, et de tout entraînement pendant 3 mois. L'origine de contrôle positif serait une non-déclaration d'un traitement pour l'asthme. Il résilie son contrat avec le club en juillet de la même année. 
Le 21 novembre 2023, de nouveau libre de s’entraîner, il s'engage avec l'AS Nancy-Lorraine, mais n'est apte à jouer qu'en janvier 2024 en match officiel à cause de sa suspension.

## Statistiques
| Saison                | Club                   | Championnat           | Championnat | Championnat | Coupe nationale | Coupe nationale | Coupe de la Ligue | Coupe de la Ligue | Total | Total |
| Saison                | Club                   | Division              | M.          | B.          | M.              | B.              | M.                | B.                | M.    | B.    |
| 2012-2013             | LB Châteauroux         | Ligue 2               | 5           | 0           | -               | -               | -                 | -                 | 5     | 0     |
| 2013-2014             | LB Châteauroux         | Ligue 2               | 4           | 0           | -               | -               | -                 | -                 | 4     | 0     |
| 2013-2014             | CA Bastia (prêt)       | Ligue 2               | 17          | 2           | 1               | 0               | -                 | -                 | 18    | 2     |
| 2014-2015             | LB Châteauroux         | Ligue 2               | 6           | 0           | 1               | 0               | 1                 | 0                 | 8     | 0     |
| Sous-total            | Sous-total             | Sous-total            | 32          | 2           | 2               | 0               | 1                 | 0                 | 35    | 2     |
| 2014-2015             | Clermont Foot          | Ligue 2               | 10          | 0           | -               | -               | -                 | -                 | 10    | 0     |
| 2015-2016             | Clermont Foot          | Ligue 2               | 4           | 0           | 1               | 0               | 2                 | 0                 | 7     | 0     |
| 2015-2016             | Les Herbiers VF (prêt) | National              | 9           | 4           | -               | -               | -                 | -                 | 9     | 4     |
| Sous-total            | Sous-total             | Sous-total            | 23          | 4           | 1               | 0               | 2                 | 0                 | 26    | 4     |
| 2016-2017             | Pau FC                 | National              | 23          | 2           | 2               | 2               | -                 | -                 | 25    | 4     |
| 2017-2018             | Pau FC                 | National              | 31          | 8           | -               | -               | -                 | -                 | 31    | 8     |
| Sous-total            | Sous-total             | Sous-total            | 54          | 10          | 2               | 2               | -                 | -                 | 56    | 12    |
| 2018-2019             | AS Lyon-Duchère        | National              | 29          | 7           | 5               | 2               | -                 | -                 | 34    | 9     |
| 2019-2020             | AS Lyon-Duchère        | National              | 20          | 13          | -               | -               | -                 | -                 | 20    | 13    |
| 2020-2021             | AS Lyon-Duchère        | National              | 23          | 3           | -               | -               | -                 | -                 | 23    | 3     |
| Sous-total            | Sous-total             | Sous-total            | 72          | 23          | 5               | 2               | -                 | -                 | 77    | 25    |
| 2021-2022             | FC Bourg-Péronnas      | National              | 20          | 4           | -               | -               | -                 | -                 | 20    | 4     |
| 2022-2023             | FC Bourg-Péronnas      | National              | 30          | 7           | -               | -               | -                 | -                 | 30    | 7     |
| Sous-total            | Sous-total             | Sous-total            | 50          | 11          | -               | -               | -                 | -                 | 50    | 11    |
| Total sur la carrière | Total sur la carrière  | Total sur la carrière | 231         | 50          | 10              | 4               | 3                 | 0                 | 244   | 54    |